# Maria Lykke Andersen
Maria Lykke Andersen (* 22. März 1991) ist eine dänische Badmintonspielerin. 

## Karriere
Maria Lykke Andersen siegte bei den Slovak International 2009 gemeinsam mit Karina Sørensen im Damendoppel und belegte dort zusätzlich noch Platz drei im Einzel. Des Weiteren war sie bei den Portugal International 2007, den Irish Open 2008, den Swedish International Stockholm 2008, den Portugal International 2008, den Greece International 2008 und den Swedish International Stockholm 2009 am Start.